# Just Jim (film 2015)
Just Jim è un film del 2015 diretto da Craig Roberts.

## Trama
Il sedicenne Jim è un adolescente gallese senza amici che passa le giornate in compagnia del suo cane. Quando il cane muore, Jim precipita sempre più nell'abisso della solitudine totale. A cambiare la sua vita ci pensa l'arrivo del nuovo vicino Dean, ragazzo americano che incarna tutto quello che Jim ha sempre desiderato di essere.

## Distribuzione
Il film è stato proiettato al South by Southwest il 14 marzo 2015 e distribuito nel Regno Unito il 25 settembre 2015.

## Budget
Il film è stato girato con un budget di 300.000 sterline.

## Accoglienza
Il film ha ricevuto recensioni miste da parte dei critici. John DeFore di The Hollywood Reporter ha detto: "Una pellicola spaventosa ma ben confezionata circa il passaggio all'età adulta." Fionnuala Halligan di ScreenDaily ha detto "Come film di debutto, Just Jim è un inizio incoraggiante per Roberts."

## Riconoscimenti
- 2015 - Odessa International Film Festival
  - Candidato al Golden Duke a Craig Roberts
- 2016 - BAFTA Cymru Award
  - Candidato al BAFTA Cymru Award per la miglior sceneggiatura a Craig Roberts
- 2016 - Fantasporto
  - Directors' Week Special Jury Award a Craig Roberts
  - Candidato al Directors' Week Award per il miglior film a Craig Roberts